# Білосарайська коса
46°53′30″ пн. ш. 37°19′50″ сх. д. / 46.89167° пн. ш. 37.33056° сх. д.
Білосара́йська коса́ — півострів в українській частині Азовського моря, тут розташований ландшафтний заказник загальнодержавного значення від 1980 року. 

## Географія
Білосарайська коса розташована за 35 км на південний захід від Маріуполя та обмежує Таганрозьку затоку на півночі. Назва походить від зниклого в 17 ст. ногайського міста Боли Сарай, яке, ймовірно, містилося біля коси.
Біля коси знаходиться вершина Білосарайської затоки — бухта Білосорайська.
Територія коси належить до Мангушського району Донецької області. На території коси розташоване село Білосарайська Коса, бази відпочинку та маяк. 
Коса намита морем, серпоподібної форми, утворена піщано-черепашковими мулистими відкладеннями. Довжина — 14 км, площа — 44.45 км, акваторія 194га.

## Ландшафтний заказник
На території коси розташований однойменний ландшафтний заказник, площею 616 га (416 га непокритих лісом земель Приазовського держлісгоспу та 200 га мілководної акваторії Азовського моря). 
Статус заказника здобув в 1927 році за клопотанням наукових працівників Маріупольського краєзнавчого музею Івана Коваленка, Володимира 
Рудевича, Віктора Голіцинського та доктора медичних наук Бориса Вальха.
Сприятливе географічне розташування коси, наявність мілководних лиманів та озер з водноболотною рослинністю сприяє гніздуванню, розмноженню і концентрації під час міграції багатьох видів птахів. Їх налічується 158 видів, в тому числі 25 занесено до Червоної книги України. В 1995 році тут створили Білосарайський орнітологічний заповідник, де гніздяться мартини, крижні, кулики, гуси, лебеді. У флорі заказника, за даними Донецького ботанічного саду, зареєстровано 217 видів вищих рослин, з них 20 видів літоральної смуги, які більше в області не зустрічаються. Серед них холодок коротколистий та тюльпан змієлистий Червоної книги України. У прибережних водах водяться судак, бичок, пеленгас і камбала.
В 2010 р. увійшов до складу Національний природний парк «Меотида».

## Галерея

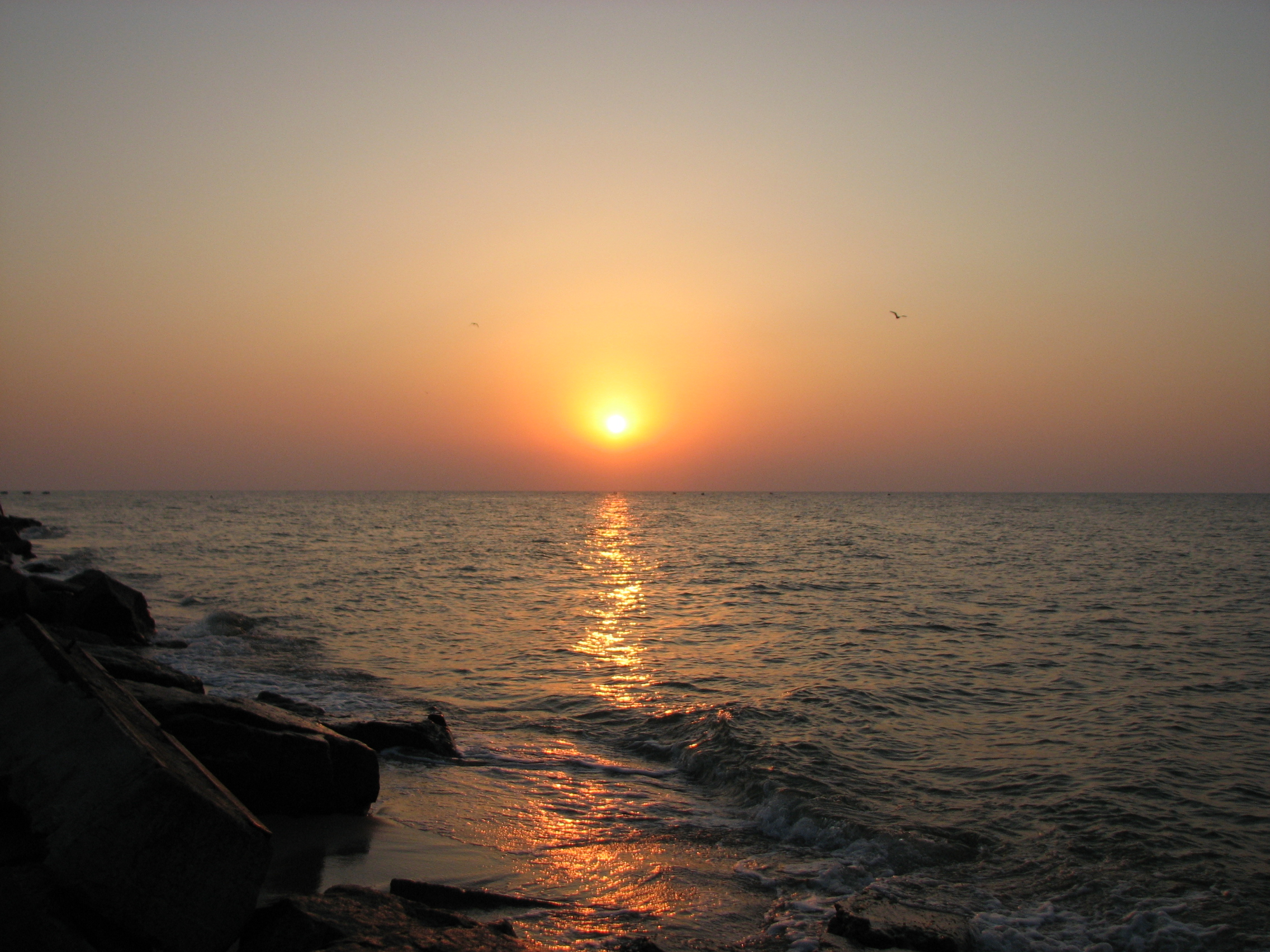
Схід сонця на Білосарайській косі
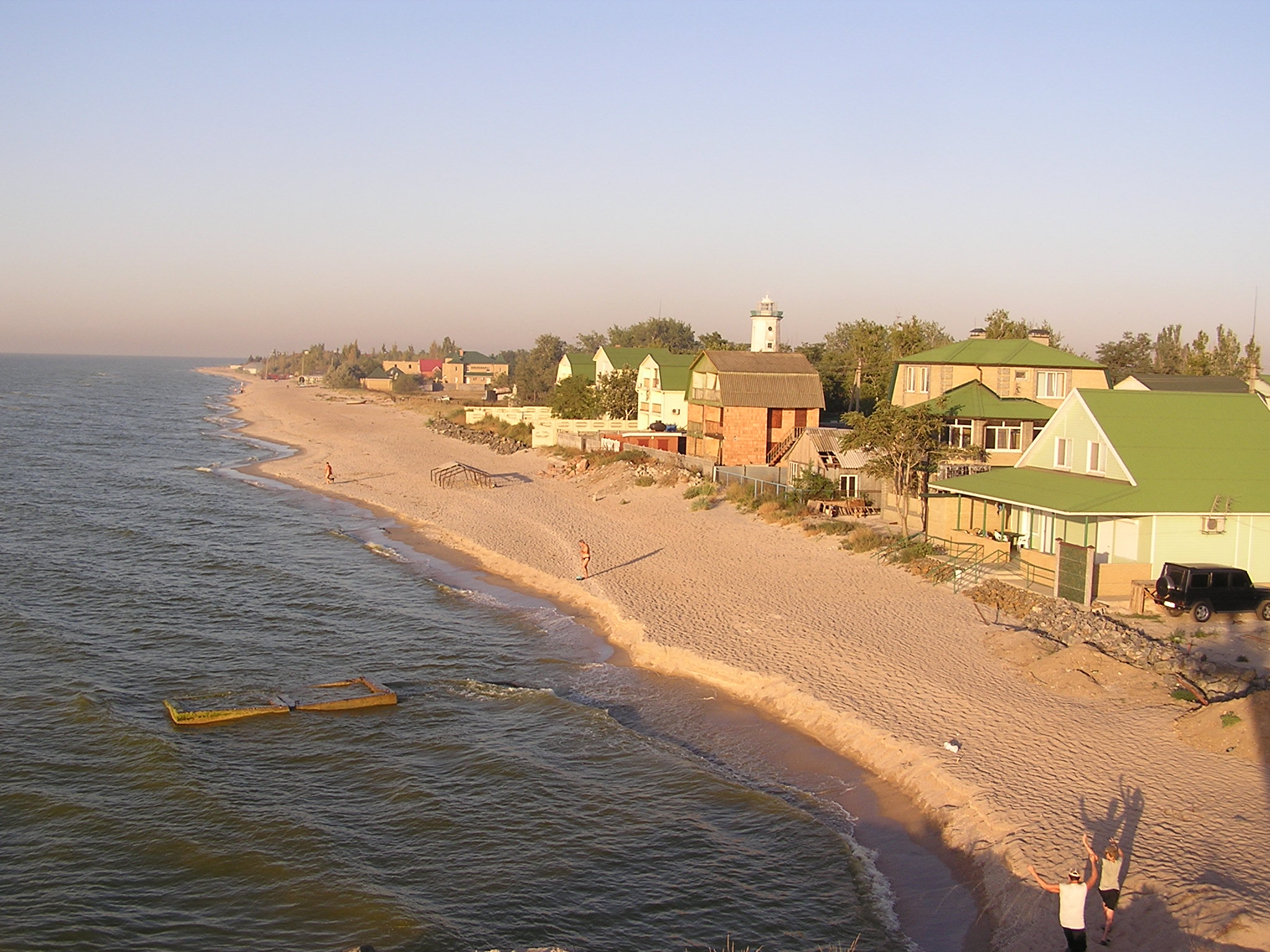
Бази відпочинку і маяк на Білосарайській косі
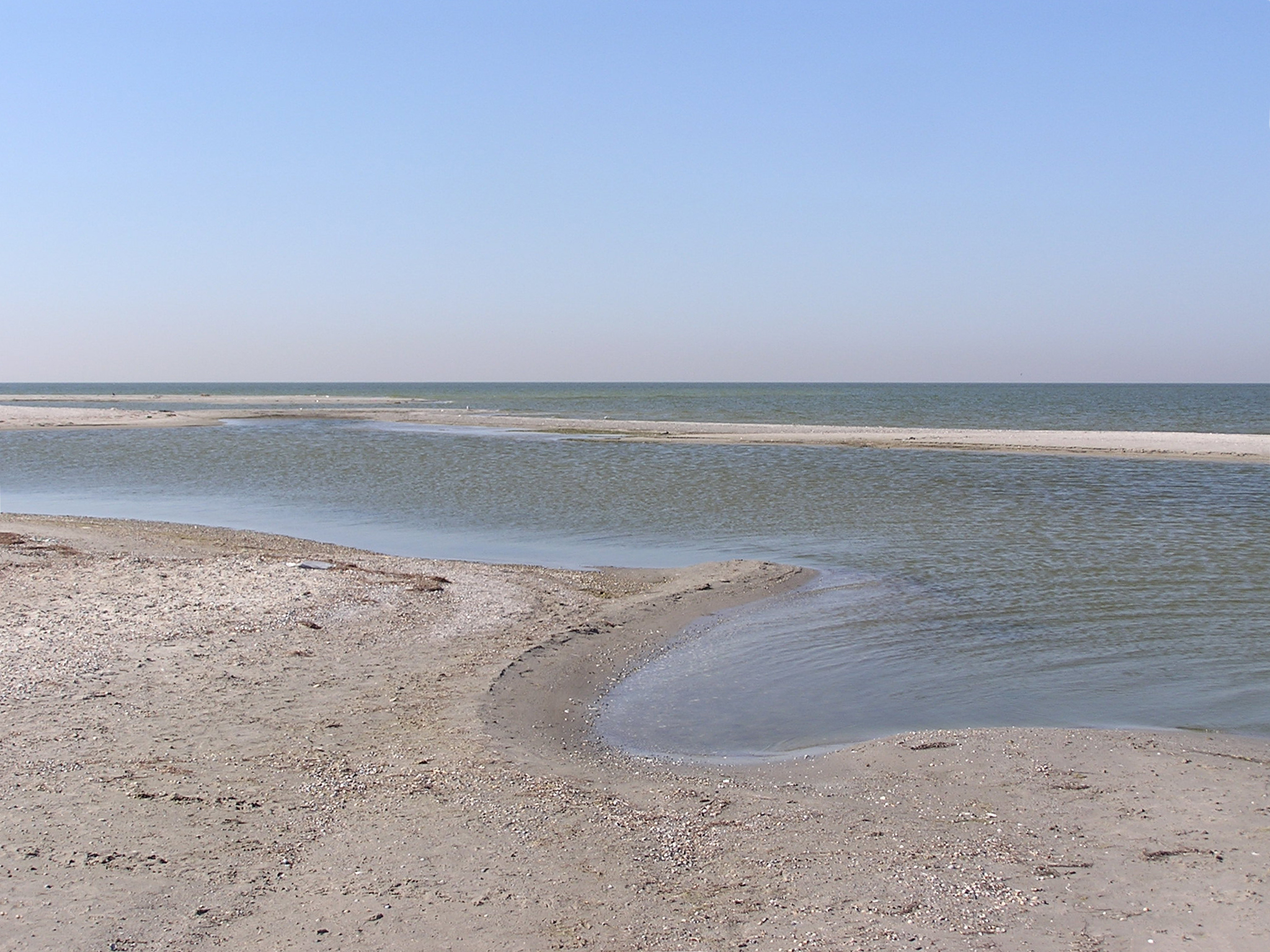
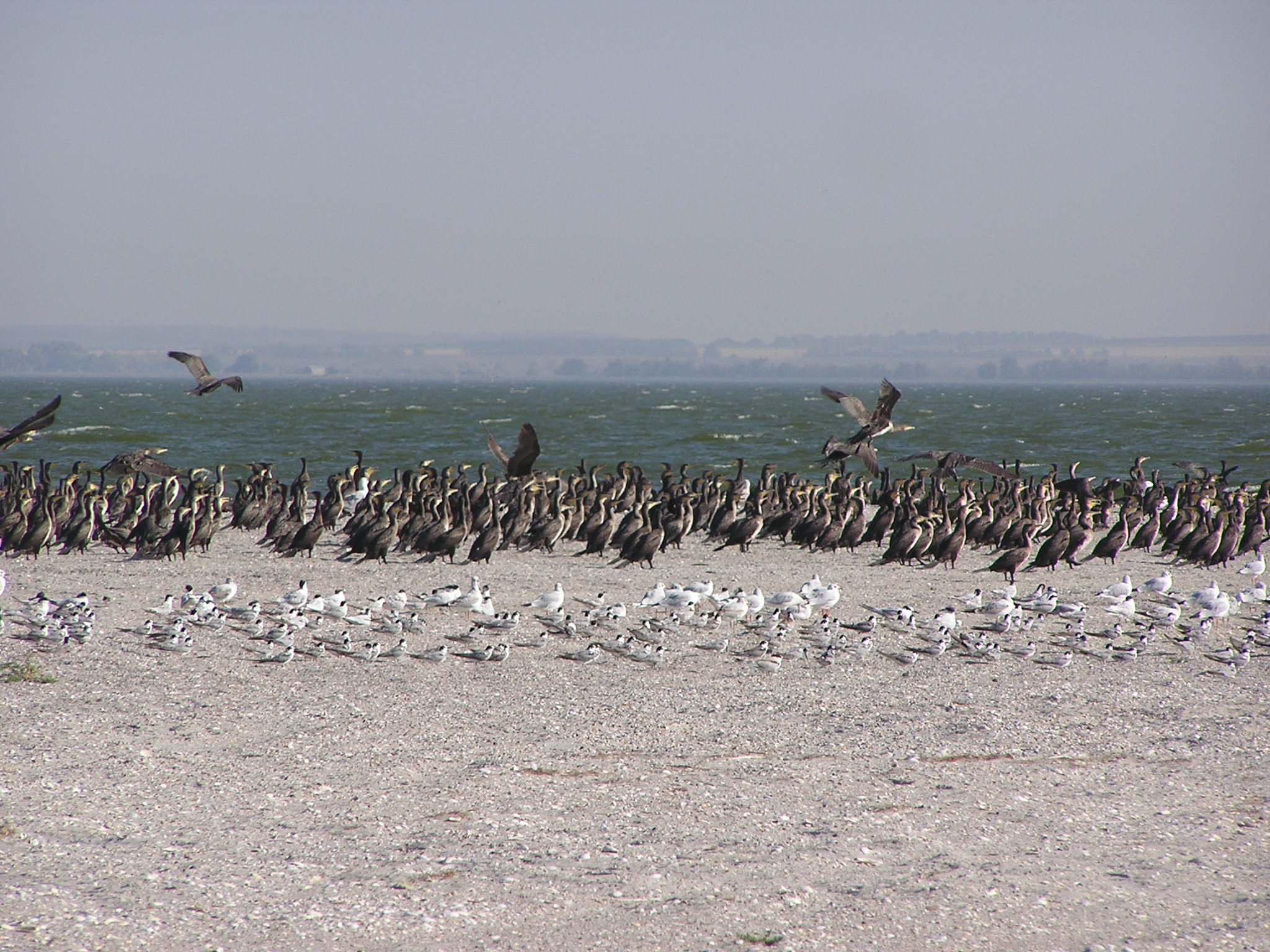
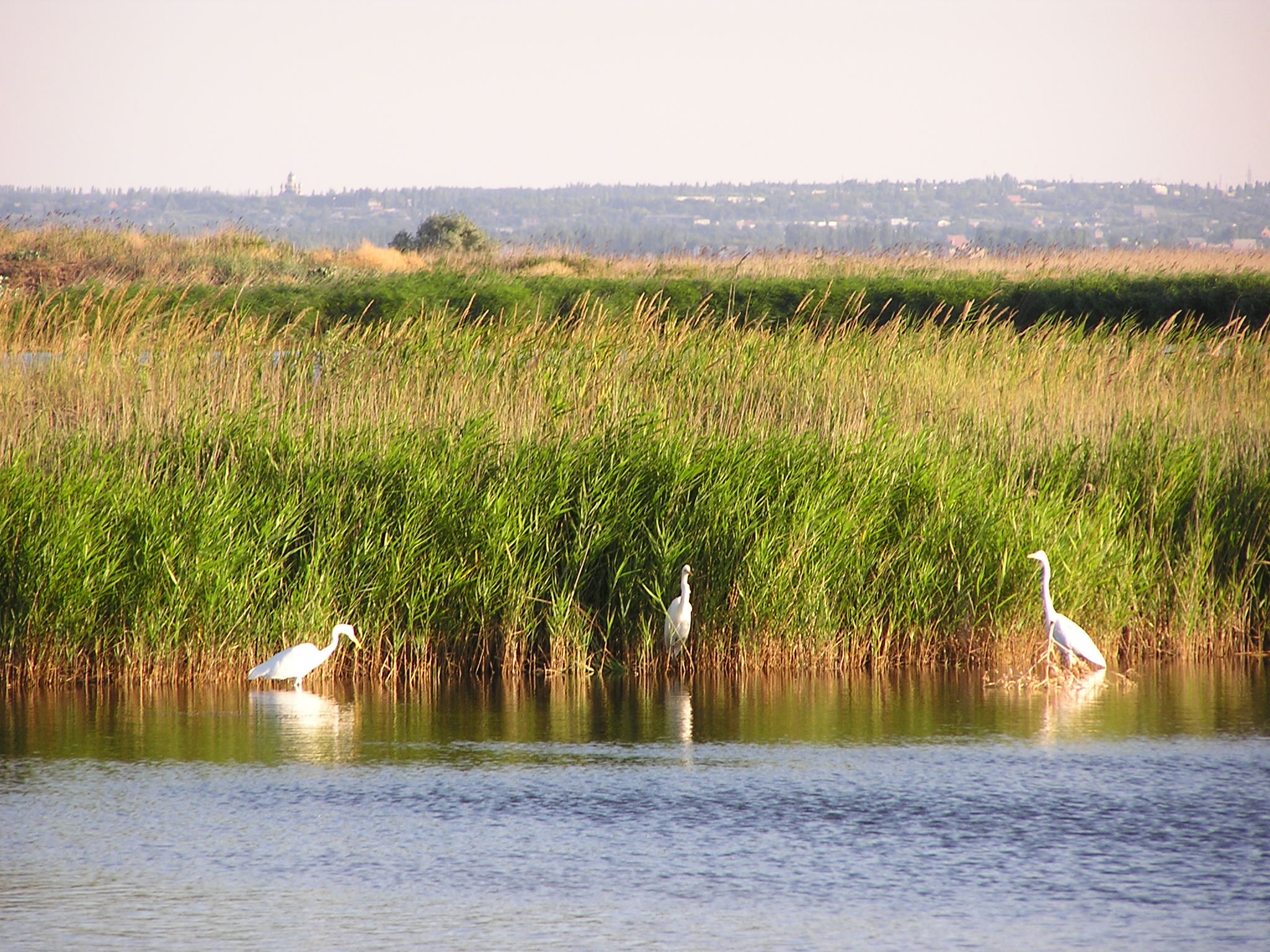
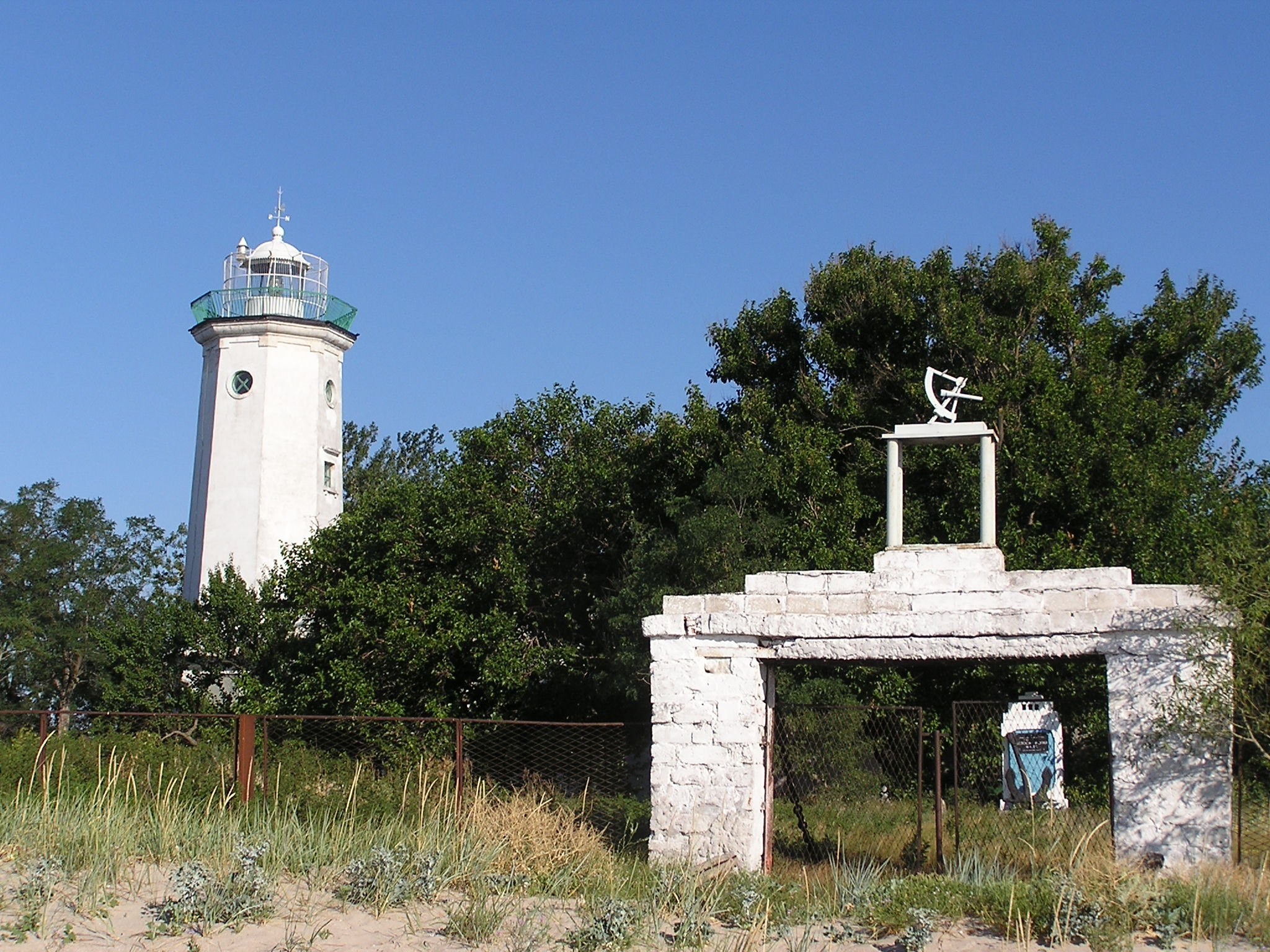
Білосарайська коса